# André Vanasse
Pour les articles homonymes, voir Vanasse.
André Vanasse, né à Montréal le 6 mars 1942, est un écrivain, éditeur et professeur de lettres québécois.

## Biographie
Docteur ès lettres de l'Université de Vincennes (1970), il enseigne la littérature et la création littéraire à l'Université du Québec à Montréal de 1969 à 1997.
André Vanasse œuvre dans le domaine de la littérature québécoise depuis 1963. Il est notamment directeur de la collection "Littérature" aux éditions HMH Hurtubise (1971-1986), puis directeur littéraire chez Québec Amérique (1986-1990) avant de se joindre à Gaëtan Lévesque chez XYZ éditeur (1990-2009) à titre de copropriétaire et de directeur littéraire. Il est membre de l'équipe de fondation de la revue Lettres québécoises (fondée par l'écrivain Adrien Thério) en 1976. Adjoint au directeur dès 1978, il en est devenu président et directeur en 1990. Il est aussi directeur de Voix et Images (1981-1985), revue universitaire consacrée à littérature québécoise.
Membre fondateur de l'Association des littératures canadiennes et québécoise (ALCQ) de même que de la Société de développement des périodiques culturels québécois (SODEP), il est aussi membre de l'équipe de fondation du Programme de droits de prêts publics (PDPP).
André Vanasse reçoit le Certificat de mérite annuel 1993 de l'Association des études canadiennes/The Association for Canadian Studies, de même que la médaille de l'Académie des lettres du Québec (2005) pour souligner son implication exceptionnelle dans de domaine de l'édition.
En 2007, il est lauréat du Community Award décerné par la Quebec Writers' Federation (QWF) pour avoir créé XYZ Publishing et donné ainsi une place importante à la littérature canadienne et anglo-québécoise au Québec.
En 2013, il obtient le Prix d'excellence, Prix spécial du jury, de la Société de développement des revues culturelles québécoises (SODEP). En mai de la même année, il est élu membre de l'Académie des lettres du Québec. Il reçoit, lors du Salon du livre de Montréal 2014, le prix Fleury-Mesplet, qui souligne la carrière exceptionnelle d'une personne qui œuvre dans le monde du livre et de l'édition. En décembre 2017, il est fait membre de l'Ordre du Canada, soulignant ainsi sa longue carrière pour promouvoir la littérature québécoise, mais aussi pour son implication pour la défense et la reconnaissance de nos deux littératures nationales.
XYZ Publishing, maison fondée en 1999, est vendue à Dundurn Group de Toronto en janvier 2008 et les éditions XYZ, créées en 1985, sont achetées par le Groupe Hurtubise en janvier 2009.
André Vanasse est aussi essayiste et romancier. Il a publié des essais, des anthologies, des romans pour adultes et pour la jeunesse de même que plus de deux cents articles, comptes-rendus et éditoriaux dans différentes revues. Il est finaliste au Grand Prix littéraire de la Ville de Montréal et au Prix du Journal de  Montréal (géré par l'UNÉQ) pour La Saga des Lagacé et finaliste au Prix du Gouverneur général du Canada pour son roman Des millions pour une chanson.

## Œuvres

### Romans
- La Saga des Lagacé, Montréal, Libre expression, 1981, 166 p. ; réédition, Montréal. Leméac, coll. « Leméac Poche », 1986, 208 p.
- La Vie à rebours, Montréal, Québec Amérique, coll. « Littérature d'Amérique », 1987, 182 p.
- Avenue De Lorimier (roman), Montréal, XYZ éditeur, coll. « Romanichels », 1992, 208 p.
- La Flûte de Rafi, Montréal, Les Éditions XYZ, 2013, 320 p.

### Romans de littérature d'enfance et de jeunesse
- Des millions pour une chanson, Montréal, Québec Amérique, coll. « Littérature Jeunesse », 1988, 185 p. Traduit en catalan sous le titre de Milions per une cançao par Jacint Creus, Barcelone, La Galera, 1991, 109 p. - Traduit en espagnol sous le titre de Millones por una cancion par Merceds Caballud, Barcelone, La Galera, 1992, 120 p. Traduit en anglais sous le titre Millions for a song par Susan Ouriou et Christelle Morelli, Markham, Red Deer Press, 2013, 118 p.
- Rêves de gloire, Montréal, La Courte Échelle, 1995, 160 p. Publié en Italie sous le même titre, Genova, CIDEB Éditrice, 1996, 160 p. (édition pour l'apprentissage du français dans les écoles secondaires).

### Essais
- La Littérature québécoise à l'étranger. Guide aux usagers (répertoire et guide bibliographique), Montréal, XYZ éditeur, 1989. 96 p. (épuisé).
- Le Père, la Méduse et les Fils castrés : psychocritiques d'œuvres québécoises contemporaines, Montréal, XYZ éditeur, 1990, 126 p.
- Émile Nelligan. Le spasme de vivre, (récit biographique), Montréal, XYZ éditeur, coll. Les grandes figures, 1996, 210 p.
- Gabrielle Roy. Écrire, une vocation (récit biographique), Montréal, XYZ éditeur, coll. Les grandes figures, 2004, 168 p. Traduit en anglais sous le titre de: Gabrielle Roy. A passion for Writing, Toronto, Dundurn Group, Coll. The Quest Library, Translated by Darcy Dunton, 2007, 172 p.

### Biographies
- Émile Nelligan. Le spasme de vivre, Montréal, XYZ éditeur, coll. « Les grandes figures », 1996, 210 p.
- Gabrielle Roy. Écrire, une vocation, Montréal, XYZ éditeur, coll. « Les grandes figures », 2004, 168 p. Traduit en anglais sous le titre de: Gabrielle Roy. A passion for Writing, Toronto, Dundurn Group, coll. « The Quest Library », Translated by Darcy Dunton, 2007, 172 p.